# Agata Tarczyńska
Agata Tarczyńska est une footballeuse internationale polonaise née le 27 juin 1988. Elle évolue au poste d'attaquant au Werder Brême, ainsi qu'en équipe de Pologne depuis 2007.

## Palmarès

### En club
Elle est Championne de Pologne à cinq reprises en 2002, 2003, 2004, 2012 et 2013 et remporte la Coupe de Pologne en 2003, 2004, 2006, 2008 et 2009 avec l'AZS Wrocław. 
Elle remporte la Coupe de Pologne pour la sixième fois en 2012 avec le RTP Unia Racibórz.

### Distinctions personnelles
- Meilleure buteuse du championnat de Pologne lors de la saison 2014-2015 (41 buts) avec le Zagłębie Lubin[2].